# Kaczeniec (struga)
Kaczeniec – niewielki ciek, prawobrzeżny dopływ Cybiny. Długość – około 700 m. Przepływa w całości przez Poznań. Tworzy zabagnioną dolinkę w południowej części Nowego ZOO i w bezpośredniej bliskości ogrodu. Na stoku dolinki cieku stoi m.in. słoniarnia poznańska.
Doliną Kaczeńca (południową stroną) przebiega odcinek Piastowskiego Traktu Rowerowego, Transwielkopolskiej Trasy Rowerowej i Cysterskiego Szlaku Rowerowego.